# Obie Trice
Obie Trice III (Detroit, 1977. november 14. –) amerikai rapper. A szintén detroiti Eminem Shady Records nevű kiadójának szerződött előadója volt 2002-től, akinél két nagylemeze is megjelent, mielőtt megalapította saját kiadóját Black Market Entertainment néven. Trice egyike azon kevés rappernek, akik munkásságuk során születési nevüket használják művésznév helyett.
Cheers című debütáló albuma platinalemez lett, a lemezen olyan neves előadókkal működött együtt, mint Eminem, Dr. Dre, 50 Cent, Timbaland, Nate Dogg vagy Busta Rhymes.
2005. december 31-én hatszor rálőttek az autójára az autópályán, az egyik lövedék a fején találta el, a golyó a mai napig a fejében van. Trice 2019-ben hat hónapra börtönbe került, miután rálőtt barátnője fiára.

## Diszkográfia

### Stúdióalbumok
- Cheers (2003)
- Second Round's on Me (2006)
- Bottoms Up (2012)
- The Hangover (2015)
- The Fifth (2019)